# Edvard Alkman

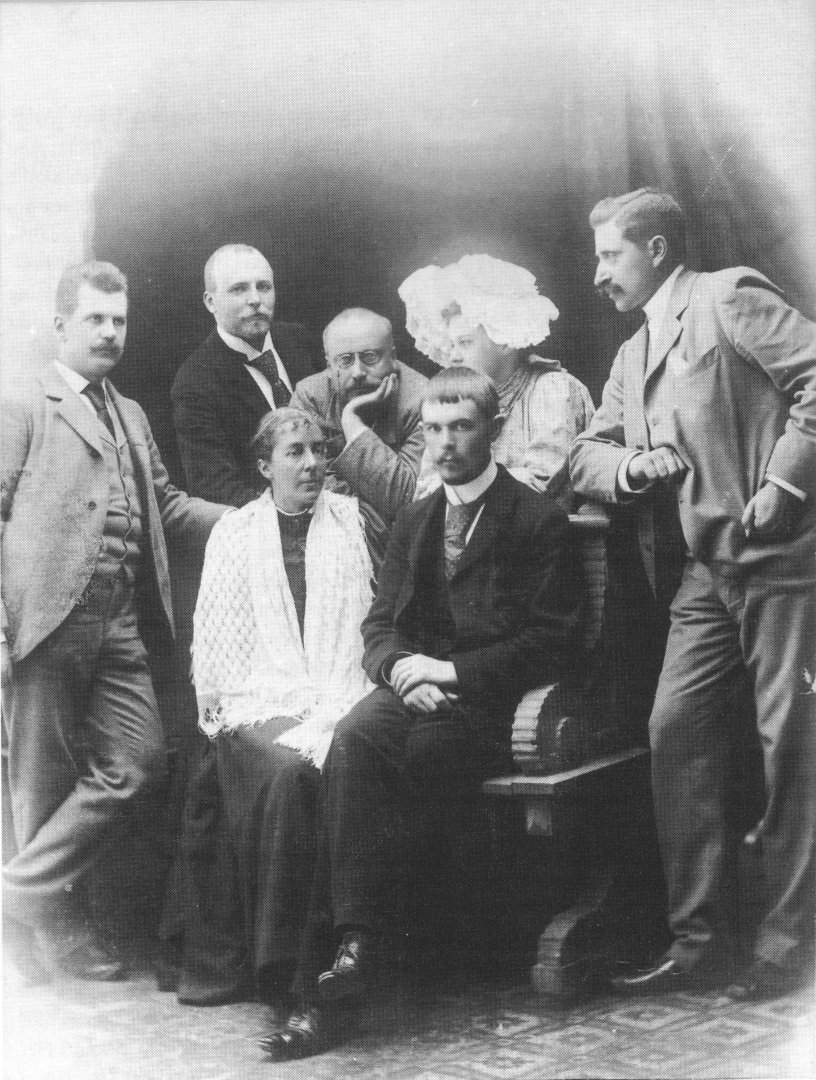
Efter Verner von Heidenstams bröllop på Blå Jungfrun 1896 har bröllopsparet och några av gästerna fotograferats i Oskarshamn. Från vänster: Alkman själv, målaren Gustaf Ankarcrona, författaren Gustaf Fröding, Heidenstams unga hustru Olga Wiberg, Heidenstam själv. Sittande: Cecilia Fröding och konstnären Albert Engström.

Edvard Petrus Alkman (i riksdagen kallad Alkman i Göteborg, senare Alkman i Stenkullen), född 3 juli 1867 i Gällersta, död 27 december 1937 i Stockholm, var en svensk översättare, kritiker, publicist och politiker (liberal).

## Biografi
Edvard Alkman, som kom från en bondefamilj, blev filosofie kandidat vid Uppsala universitet 1889. Efter konst- och litteraturhistoriska studier och en längre utrikes studieresa tog han 1894 anställning som konst- och litteraturkritiker på Dagens Nyheters redaktion och blev där en framstående förkämpe för de strömningar, som representerades av Konstnärsförbundet och 1890-talets litterära renässans. Vid sidan om konstkritiken övergick så småningom Alkman även till tidningens politiska avdelning och skrev en stor del av dess ledarartiklar.
Som översättare lät Alkman genom sina tolkningar en svenskspråkig publik ta del av verk ur den moderna litteraturen, såsom Lögnens förfall och Salome av Oscar Wilde, femaktspjäsen Caliban av Ernest Renan (sv. övers. 1896) och Vävarna av Gerhart Hauptmann. Han översatte också på 1930-talet Jean Cocteaus pjäs Vox Humana.
Åren 1904–1926 var han redaktör och utgivare för Göteborgs-Posten, efter att ha köpt hela tidningen. Alkman inriktade tidningen mot en utpräglat liberal och frisinnad hållning, och större utrymme gavs åt kulturella frågor, litteratur och konst. Den 29 april 1926 lämnade han redaktörskapet på GP och efterträddes av Harry Hjörne. Han var också ordförande för Sveriges vänsterpressförening 1917–1935.
Edvard Alkman var riksdagsledamot i första kammaren i två omgångar: 1916–1919 för Göteborgs och Bohus läns valkrets och 1928–1929 för Älvsborgs läns valkrets. Som liberal politiker tillhörde han i riksdagen Liberala samlingspartiet, efter den liberala partisplittringen Liberala riksdagspartiet. I riksdagen var han bland annat suppleant i konstitutionsutskottet 1918 och 1928–1929 samt vice ordförande i första kammaren andra tillfälliga utskott 1919. Han engagerade sig särskilt i kulturfrågor, bland annat för ökade statliga kultursatsningar för ungdomen på landsbygden.
Alkman är begravd på Norra begravningsplatsen utanför Stockholm. Han var gift med Annastina Rydell, dotter till kapten Albert Rydell och Anny Rautian, och de fick dottern Eva, senare gift von Zweigbergk. Han var morfar till översättarna Johan Malm och Martin von Zweigbergk.